# フランチェスカ・ピッチニーニ
フランチェスカ・ピッチニーニ（Francesca Piccinini, 1979年1月10日 - ）は、イタリアの元女子バレーボール選手。元イタリア代表。

## 来歴
マッサ出身。9歳の時に日本のテレビアニメ『アタックNo.1』に影響されてバレーボールを始める。
1995年にセリエA1・レッジョ・エミリアに加入し、同年16歳でイタリア代表に選ばれる。ブラジルのクラブで1シーズンプレーした後、1999年よりベルガモでプレーしている。
2002年の世界選手権ではイタリア初の金メダル獲得に貢献した。2003年ワールドカップにはイタリア代表主将として来日。2007年欧州選手権、2007年ワールドカップでは初優勝を飾り、オリンピックには2000年のシドニー大会から2012年のロンドン大会までの4大会に出場。
2009年ワールドグランドチャンピオンズカップで初優勝。2009-2010欧州チャンピオンズリーグではベルガモの2連覇に貢献し、MVPを獲得した。
2012年、13年所属したベルガモを退団し、ダック・ファーム・キエーリ・トリノに移籍する。
2021年に現役引退。
2023年からは、Chorus Volley Bergamo Academyのユース部門のコンサルタントを務めている。
2025年にバレーボール殿堂入り。

## 球歴
- オリンピック - 2000年（9位）、2004年（5位）、2008年（5位）、2012年（5位）
- 世界選手権 - 1998年（5位）、2002年（金メダル）、2006年（4位）、2010年（5位）、2014年（4位）
- ワールドカップ - 1999年（7位）、2003年（4位）、2007年（金メダル）
- ワールドグランプリ - 2004年、2005年（準優勝）
- ワールドグランドチャンピオンズカップ - 2009年（優勝）
- 欧州選手権 - 2007年、2009年（優勝）、2001年、2005年（準優勝）、1999年（3位）

## 受賞歴
- 2004年 ワールドグランプリ フェア・プレー賞
- 2007年 2006/07欧州チャンピオンズリーグ ベストスパイカー賞
- 2010年 2009/10欧州チャンピオンズリーグ MVP
- 2016年 2015/16欧州チャンピオンズリーグ MVP

## 所属クラブ
- Magica Reggio Emilia （1995-1996年）
- Anthesis Modena （1996-1997年）
- Cemar Rubiera （1997-1998年）
- レクソーナ・アデス （1998-1999年）
- バレー・ベルガモ （1999-2012年 ）
- ダック・ファーム・キエーリ・トリノ （2012-2013年）
- LJ Volley（2013-2015年）
- カザルマッジョーレ（2015-2016年）
- AGILバレー（2016-2019年）
- FVブスト・アルシーツィオ（2020-2021年）